# ガラスのPALM TREE
「ガラスのPALM TREE」（ガラスのパーム・ツリー）は、日本のロックバンドである杉山清貴&オメガトライブの楽曲。表題曲は、杉山が出演したダイドードリンコ「ダイドージョニアンコーヒー」のCMソングとしてオンエアされ、1985年11月7日にVAPから7枚目のシングルとしてリリースされた。
プロデューサーでトライアングル・プロダクションの社長だった藤田浩一いわく、表題曲はシングル「SUMMER SUSPICION」（1983年）のアンサーソングだという。

## 背景
1985年12月24日に、横浜文化体育館で開催されたファイナル・コンサートをもって、今作品およびアルバム『FIRST FINALE』を最後に杉山清貴&オメガトライブは解散した。経緯として、オメガトライブのメンバー自身の将来を考えはじめ、当時はクリエイターから楽曲を制作していたこともあり、メンバーは責任感がなかったという。杉山は「やっぱり男として、30歳ってひとつの区切りじゃないですか。30まであと数年という年になって、それぞれが『俺は作曲家になりたい』とか『スタジオ・ミュージシャンになりたい』とか将来を考えた時に、『今のうちから準備をしておかないとまずいんじゃないの？』となった」と語っており、その中で「今後、曲が売れなくなってツアーができなくなったらどうしよう？」と考えた際「売れなくなったから解散というのはみっともない。ならば一番いい時にやめようよ」という結論に至り、多数決で解散が決定したという。
だが、翌年のツアーも控えていた中で、運営の相談も無しに突然解散を決めたため、杉山は「上は本当に大変だったと思います。あらためて振り返るととんでもないことですが、結果的にそれで良かった」と語っている。

## リリース
1985年11月7日にVAPから7インチレコードのみリリースされた。
1988年2月21日に8cmCDのみ再リリースされた。

## 収録曲
| #         | タイトル              | 作詞       | 作曲      | 編曲      | 時間 |
| --------- | --------------------- | ---------- | --------- | --------- | ---- |
| 1.        | 「ガラスのPALM TREE」 | 康珍化     | 林哲司    | 林哲司    | 4:33 |
| 2.        | 「LONELY RUNNER」     | 有川正沙子 | 杉山清貴  | 志熊研三  | 4:58 |
| 合計時間: | 合計時間:             | 合計時間:  | 合計時間: | 合計時間: | 9:31 |

## リリース履歴
| No. | 日付          | レーベル | 規格            | 規格品番 | 備考         |
| --- | ------------- | -------- | --------------- | -------- | ------------ |
| 1   | 1985年11月7日 | VAP      | 7インチレコード | 10209-07 |              |
| 2   | 1988年2月21日 | VAP      | 8cmCD           | 20028-10 | 再リリース盤 |

## タイアップ
| # | 曲名                  | タイアップ                                | 出典  |
| - | --------------------- | ----------------------------------------- | ----- |
| 1 | 「ガラスのPALM TREE」 | ダイドージョニアンコーヒー イメージソング | [ 2 ] |

## カバー
| 曲名                  | アーティスト | 収録作品（初出のみ）                       | 発売日         | 備考         | 出典  |
| --------------------- | ------------ | ------------------------------------------ | -------------- | ------------ | ----- |
| 「ガラスのPALM TREE」 | 杉山清貴     | ライブ・アルバム『I WANNA HOLD YOU AGAIN』 | 1993年10月25日 | セルフカバー | [ 6 ] |